# Jacques Champion de Chambonnières

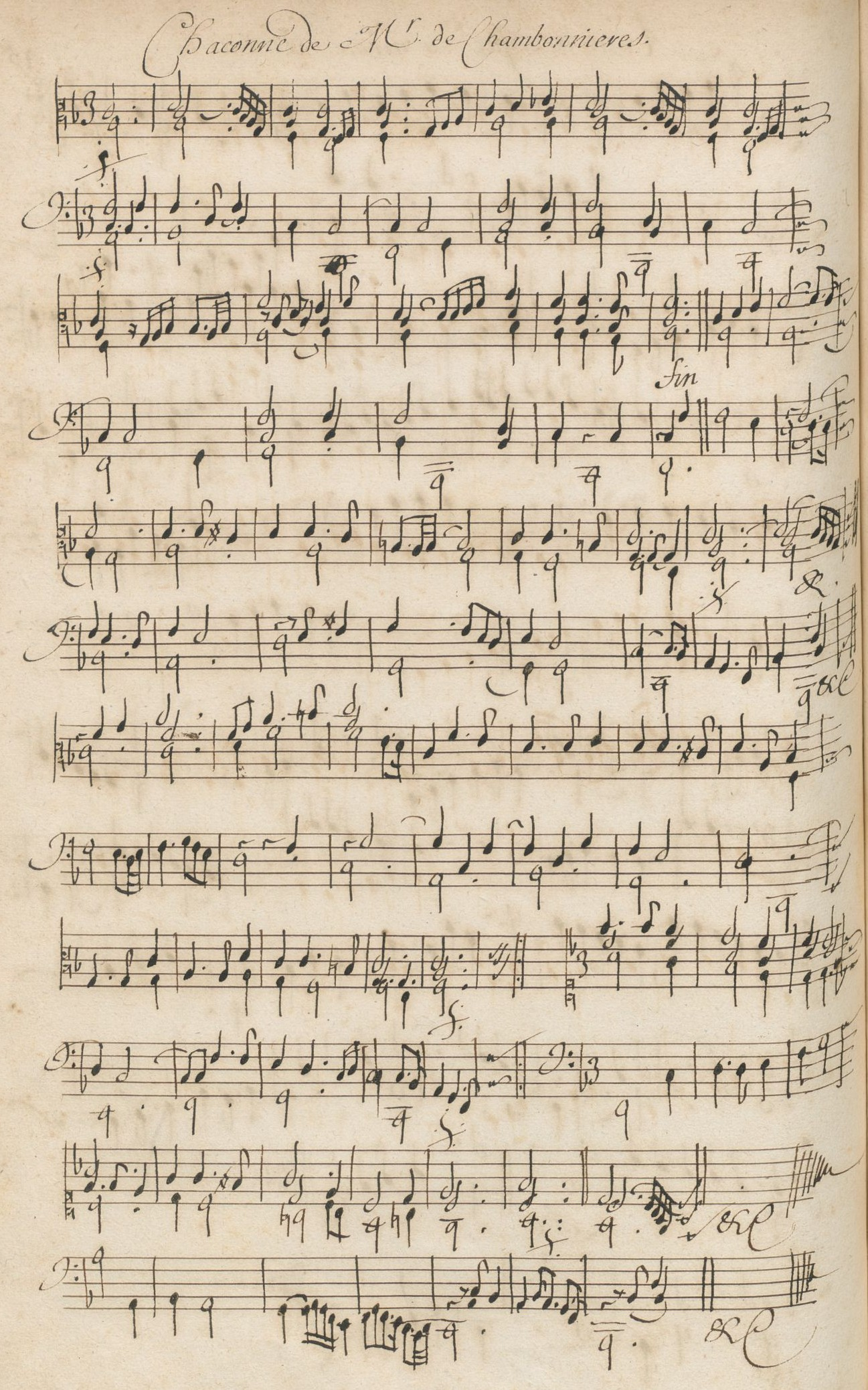
Chambonnieres - Chaconne nr 116 (Bauyn 45V)

Jacques Champion de Chambonnières (ur. w 1601 lub 1602 w Paryżu, zm. przed 4 maja 1672 tamże)  – francuski klawesynista i kompozytor okresu baroku.
Pochodził z rodziny muzycznej od pokoleń. Jego przodek Nicolas Champion w XV w. był nadwornym muzykiem Franciszka I, Thomas Champion był organistą królewskim w II poł. XVI w. a jego syn Jacques Champion organistą Henryk IV i Ludwika XIII. Drugie nazwisko Chambonnières obrał po matce. Około 1640 został klawesynistą na dworze królewskim i pozostawał na służbie króla aż do śmierci. Był wirtuozem klawesynu, wyróżniającym się pięknym sposobem grania.
Jest najstarszym przedstawicielem szkoły klawesynistów francuskich. Sprawował mecenat nad młodymi muzykami. Wynajdywał uzdolnionych amatorów na prowincji i wysyłał do Paryża, aby kształcili u niego swój talent. W ten sposób znani stali się bracia Louis, François (wuj François Couperina "Le Grand") i Charles Couperinowie, którzy zagrali poranną serenadę na cześć Chambonnièra pod jego wiejską posiadłością w 1650. Wykształcił wielu innych kompozytorów, w tym Jean-Henriego d’Angleberta i Roberta Camberta .
Uprawiał formę suity z doubles, wykształconą na gruncie muzyki lutniowej. W 1670 wydał Pièces de clavessin (2 tomy). Wywarł wpływ na klawesynistów niemieckich, szczególnie na Frobergera. Dzieła Chambonnières'a wydali P. Brunold i A. Tessier (Paryż 1925, 1967).